# 大阪市立住吉図書館
大阪市立住吉図書館（おおさかしりつすみよしとしょかん）は、大阪府大阪市住吉区にある大阪市立図書館の分館。

## 施設概要
- 開館：1982年（昭和57年）10月7日（2008年1月5日移転開館）
- 延床面積：1511.9平方メートル
- 閲覧室：844.7平方メートル

## 沿革
- 1982年10月7日 - 住吉区遠里小野1-11-4に開館。延床面積：663.19平方メートル、閲覧室：368平方メートル。
- 2008年1月5日 - 現在地（住吉区役所・住吉区民センター等との複合施設）に移転。その際、約1万冊が新たに置かれた。

## 開館時間
- 火曜日 - 金曜日：午前10時 - 午後7時
- 土曜日、日曜日、11月3日：午前10時 - 午後5時

## 休館日
- 月曜日
- 国民の祝日と国民の休日（11月3日「文化の日」は開館）
- 年末年始
- 毎月末日
- 蔵書点検期間

## 貸出
- 1人15冊まで（うち、CD・DVD・カセットは5点まで）15日間[1]

## アクセス
- 南海高野線 沢ノ町駅 東へ約400m
- JR阪和線 我孫子町駅 北西へ約1km

## その他
- 第7教科書センター（採択地区：住之江区・住吉区・西成区）で、小・中学校用教科書を所蔵